# Mozart en Italie

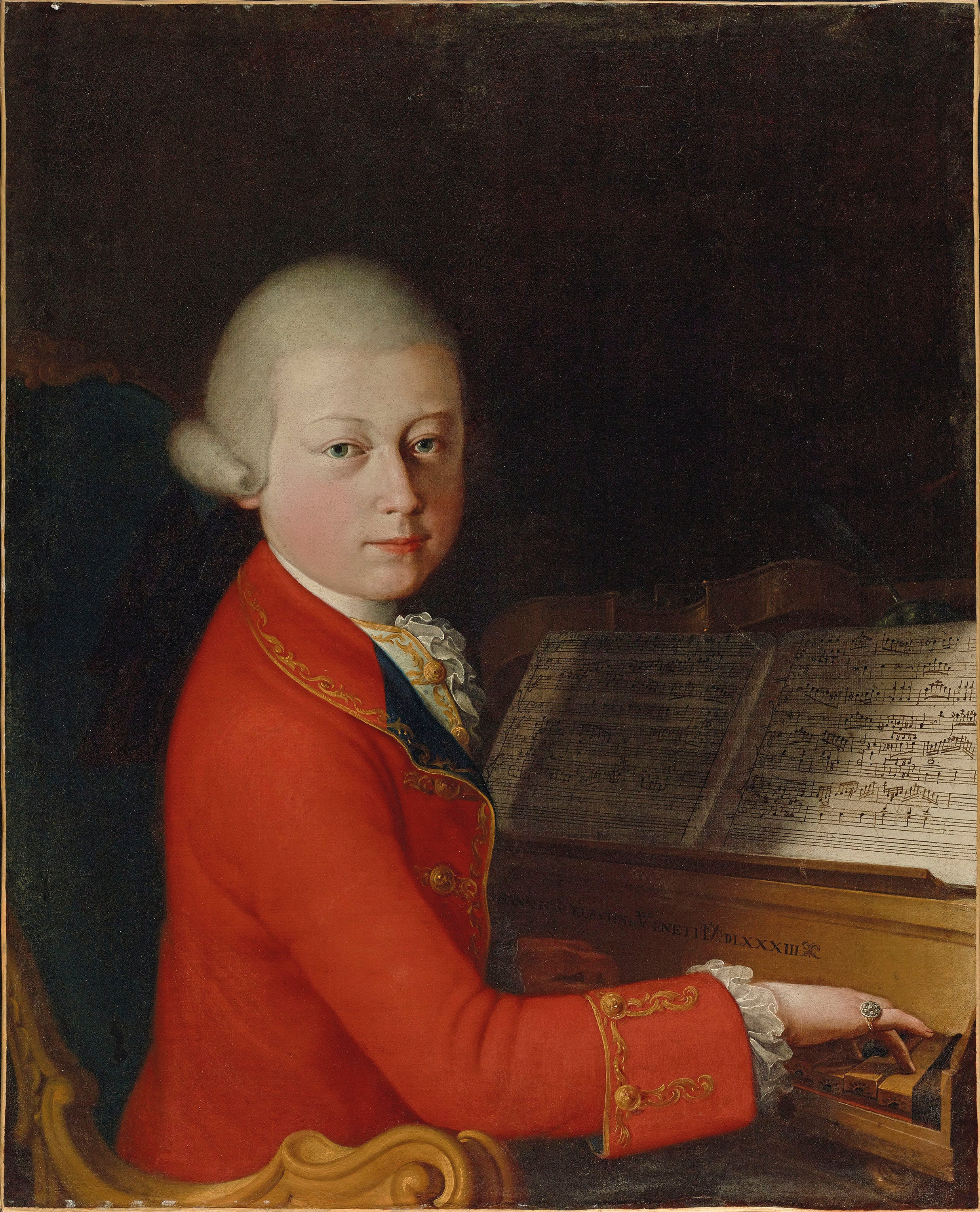
Portrait de Wolfgang Amadeus Mozart, alors âgé de quatorze ans, à Verone en 1770.

Entre 1769 et 1772, le jeune Wolfgang Amadeus Mozart et son père Leopold ont fait trois voyages en Italie. 
Chronologiquement, ils font suite à la tournée européenne de la famille Mozart.  
Le premier voyage, une longue tournée de quinze mois, a été financé par des représentations pour la noblesse locale et des concerts publics, et concerna les villes italiennes les plus importantes.  
Les deuxième et troisième voyages ont été réalisés pour le compte de la ville de Milan, afin que Wolfgang complète des opéras qui avaient été commandés lors de sa première visite. Du point de vue du développement musical de Wolfgang, ces voyages sont d'une grande importance et ses talents ont été reconnus par des honneurs, dont un titre de chevalier du pape et des adhésions dans des sociétés philharmoniques. 

Carte montrant le premier voyage italien, de décembre 1769 à mars 1771.
Voyage aller vers Naples
Détours sur le voyage retour vers Salzbourg

Leopold Mozart était employé depuis 1747 comme musicien à la cour de l'archevêque de Salzbourg, devenant Maître de chapelle en 1763, mais avait sacrifié beaucoup de temps à l'éducation musicale de Wolfgang et sa sœur Nannerl. Il les emmena en tournée européenne entre 1763 et 1766, et passa une grande partie des années 1767 et 1768 avec eux à Vienne, la capitale impériale. Les performances des enfants avaient captivé les audiences, et le duo avait fait grande impression dans la société européenne. 
Dès 1769, Nannerl avait atteint l'âge adulte, mais Léopold était anxieux de continuer l'éducation de Wolfgang, 13 ans, en Italie, une destination cruciale pour tout compositeur montant du XVIIIe siècle.
Chaque opéra de Wolfgang écrivit pour le fameux Teatro Regio Ducal de Milan fut un triomphe tant populaire que critique. 
Au cours de ses trois visites il rencontra beaucoup de musiciens italiens renommés, dont le théoricien Giovanni Battista Martini, sous qui il étudia à Bologne. 
Léopold espérait aussi que Wolfgang, et éventuellement lui-même, obtiendrait un poste prestigieux à la cour italienne des Habsbourg. Cet objectif devint plus important au fur et à mesure que les chances de Léopold diminuèrent; mais ses efforts persistants déplurent à la cour impériale, ce qui enleva toute chance de succès. 
Le voyage ne finit ainsi pas sur un succès, mais sur une certaine note de désappointement et de frustration.